# Islas Bounty
Las islas Bounty son un pequeño grupo de 13 islotes y numerosas rocas en el sur del océano Pacífico que forma parte de Nueva Zelanda. Están localizadas entre 47°44'35" y 47°46'10" de latitud sur, y 179°01' y 179°04'20" de longitud este, 650 kilómetros al sureste de la isla Sur de Nueva Zelanda. El archipiélago está deshabitado, pero densamente poblado por los pingüinos y los albatros. 

## Geografía
El arquipiélago tiene tan sólo 5 kilómetros en su eje más largo, y comprende tres subgrupos, el grupo Principal hacia el NW, el grupo Central y el grupo del Este. El área total es sólo 1,3 km², y el punto más alto es de 73 metros sobre el nivel del mar, en la isla Funnel.

### Islas
- Grupo Principal (47°45′S 179°02′E / -47.750, 179.033):
  - Isla Depot (la más grande)
  - Isla Lion
  - Isla Penguin
  - Isla Proclamation (Renombrada Isla Florencia)
  - Isla Ranfurly
  - Isla Ruatara
  - Isla Spider
  - Isla Tunnel
- Grupo Central (47°45′45″S 179°02′40″E / -47.76250, 179.04444):
  - Isla Castle
  - Isla Funnel (islote principal)
  - Isla Prion
- Grupo del Este (47°46′S 179°04′E / -47.767, 179.067):
  - Isla Molly Cap (islote principal)
  - Roca North

Las islas están en las antípodas de Bouillé-Ménard, en la región de Países del Loira, en Francia.

## Historia
Las islas Bounty fueron descubiertas por el capitán británico William Bligh en 1788 y llamadas así por su barco, meses antes del conocido motín del Bounty. Durante el siglo XIX, era una zona de caza de focas.

## Patrimonio de la Humanidad
Las islas son uno de los cinco subgrupos que forman las islas subantárticas de Nueva Zelanda, designadas en 1998 como Patrimonio de la Humanidad por la UNESCO (ref. 877-002, islas Bounty de Nueva Zelanda, con 135 ha). Los otros cuatro grupos de islas subantárticas de Nueva Zelanda en la región considerados patrimonio de la UNESCO son las islas Auckland , islas Antípodas, islas Snares e islas Campbell.